# Beilei Cuo
Beilei Cuo (kinesiska: 北雷错) är en sjö i Kina. Den ligger i den autonoma regionen Tibet, i den sydvästra delen av landet, omkring 440 kilometer nordväst om regionhuvudstaden Lhasa. Beilei Cuo ligger 4 903 meter över havet. Trakten runt Beilei Cuo består i huvudsak av gräsmarker.
Genomsnittlig årsnederbörd är 319 millimeter. Den regnigaste månaden är juli, med i genomsnitt 87 mm nederbörd, och den torraste är december, med 4 mm nederbörd.